# Teresin (gemeente)
De gemeente Teresin is een landgemeente in het Poolse woiwodschap Mazovië, in powiat Sochaczewski.
De zetel van de gemeente is in Teresin.
Op 30 juni 2004 telde de gemeente 11 114 inwoners.

## Oppervlakte gegevens
In 2002 bedroeg de totale oppervlakte van gemeente Teresin 87,98 km², waarvan:
- agrarisch gebied: 86%
- bossen: 6%

De gemeente beslaat 12,04% van de totale oppervlakte van de powiat.

## Demografie
Stand op 30 juni 2004:
| Omschrijving                   | Totaal | Totaal | Vrouwen | Vrouwen | Mannen | Mannen |
| ------------------------------ | ------ | ------ | ------- | ------- | ------ | ------ |
| eenheid                        | aantal | %      | aantal  | %       | aantal | %      |
| inwoners                       | 11 114 | 100    | 5693    | 51,2    | 5421   | 48,8   |
| bevolkingsdichtheid (inw./km²) | 126,3  | 126,3  | 64,7    | 64,7    | 61,6   | 61,6   |

In 2002 bedroeg het gemiddelde inkomen per inwoner 1574,71 zł.

## Administratieve plaatsen (sołectwo)
Budki Piaseckie, Dębówka, Elżbietów, Gaj, Granice, Izbiska, Lisice, Ludwików, Maszna, Maurycew, Mikołajew, Nowa Piasecznica, Nowe Gnatowice, Nowe Paski, Paprotnia, Pawłowice, Pawłówek, Seroki-Parcela, Seroki-Wieś, Skrzelew, Stare Paski, Szymanów, Teresin, Teresin-Gaj, Topołowa, Witoldów.

## Overige plaatsen
Domagałówka, Hermanów, Kaski-Działki, Kawęczyn, Niepokalanów-Klasztor, Nowy Mikołajew, Osiedle, Paprotnia Bankowa, Paski-Folwark, Pawłowice Dolne Poduchowne, Podmaurycew, Podpawłówek, Seroki-Lipnik, Skotniki, Smolanów, Stara Piasecznica, Stary Mikołajew, Strugi, Szymanów Poświętny, Szymanów-Klasztor, Zieleniak.

## Aangrenzende gemeenten
Baranów, Błonie, Kampinos, Leszno, Nowa Sucha, Sochaczew